# ياسومي أوميتسو
ياسومي أوميتسو (باليابانية: 梅津 泰臣 Umetsu Yasuomi) ولد 19 ديسمبر 1960 في بمحافظة فوكوشيما هو مؤلف ورسام مانغا و مخرج ياباني, مؤلف فيلم كايت.

## الأعمال
- النمر المقنع 2 (1981) - رسام
- قبضة نجم الشمال (1984) - مخرج تحريك، رسام
- الرجل الشيطان (1990) - رسام تحريك
- ميزو فورتي (2000) - اخراج، تصميم الشخصيات، مخرج تحريك
- غوست إن ذا شيل: عقدة مستقلين (2002) - رسام تحريك
- الملاذ الأخير (2003) - رسام
- اقرأ أو مت - مخرج تحريك، رسام
- ميزو دسا (2004) - اخراج، تصميم شخصيات، مخرج تحريك، رسام
- إلفن ليد (2004) - رسام
- بيك (2004) - مخرج تحريك
- بليتش (2004) - رسام
- هاي سكول غيرلز (2006) - رسام
- أهلا بك إلى NHK (2006) - رسام تحريك
- إيكي توسين (2007) - رسام تحريك
- هياكو (2008) - رسام تحريك
- كاناغي (2008) - رسام تحريك
- باندورا هارتز (2009) - رسام تحريك
- زلزال طوكيو 8.0 (2009) - رسام تحريك
- رغم كل ذلك، البلدة تدور (2010) - مخرج اغنية البداية، رسام
- صوت السماء (2010) - رسام تحريك
- ووركينغ!! (2010) - رسام تحريك
- الرمية الكبرى (2010) - رسام تحريك
- أكاديمية أوكالت (2010) - رسام تحريك
- بلود سي (2011) - رسام تحريك
- فراكتال (2011) - رسام تحريك
- الفتاة الساحرة مادوكا ماجيكا (2011) - رسام تحريك
- الراقي الأزرق (2011) - رسام تحريك
- ووركينغ'!! (2011) - رسام تحريك
- كود: بريكر (2012) - رسام تحريك
- انفجار العاصفة (2012) - رسام تحريك
- إيسوكا (2015) - مخرج اغنية النهاية، رسام
- أوواري نو سيراف (2015) - مخرج اغنية البدابة، رسام
- غانغستا (2015) - مخرج اغنية البدابة، رسام
- بونغو ستراي دوغز (2016) - مخرج اغنية النهاية، رسام
- توكين رانبو: هانامارو (2016) - مخرج اغنية البداية
- بيرسونا 5: ذا أنيميشن (2016) - رسام تحريك
- إلدلايف (2017) - مخرج اغنية النهاية، رسام
- نادي المتحرين الوسماء (2021) - مخرج اغنية البدابة، رسام
- التوأم الخماسي المتماثل (2023) - رسام تحريك

## روابط خارجية
- ياسومي أوميتسو على موقع IMDb (الإنجليزية)
- ياسومي أوميتسو على موقع ألو سيني (الفرنسية)
- ياسومي أوميتسو على موقع أول موفي (الإنجليزية)
- ياسومي أوميتسو على موقع قاعدة بيانات الفيلم (الإنجليزية)
- ياسومي أوميتسو على موقع كينوبويسك (الروسية)
- ياسومي أوميتسو على موقع ANN person (الإنجليزية)